# Douradina (kommun i Brasilien, Mato Grosso do Sul)
Douradina är en kommun i Brasilien.   Den ligger i delstaten Mato Grosso do Sul, i den södra delen av landet, 1 000 km sydväst om huvudstaden Brasília. Antalet invånare är 5 365. Arean är 281 kvadratkilometer.
Terrängen i Douradina är platt.
Omgivningarna runt Douradina är en mosaik av jordbruksmark och naturlig växtlighet. Runt Douradina är det glesbefolkat, med 13 invånare per kvadratkilometer.